# A három testőr Afrikában (regény)
A három testőr Afrikában Rejtő Jenő regénye, amely Az elátkozott part folytatásaként 1940-ben íródott. Egy szökött francia légionárius leveléből napvilágra kerül a kongói vasútépítési szélhámosság leleplezése. A panamát feltáró adatok illetékes kézbe juttatása ad feladatot az előző részből megismert szereplőknek, ők Csülök, Tuskó Hopkins, Senki Alfonz és Török Szultán. Rejtő Jenő John Fowlerrel (Csülök) mondatja el szórakoztató történetét.

## Szereplők
- Csülök (John Fowler): Légionista, író, alapfokú műveltséggel rendelkezik, jól verekszik. Társaival elmegy Igoriba, a büntetőtáborba, ahol Yvonne Barréba beleszeret. Tuskóval és Senkivel ők a Három Testőr.
- Tuskó Hopkins: Eredetileg civil, de a rendőrség elől menekülve az idegenlégióban talál menedéket, álnevet használva. Társaival ő is elmegy Igoriba.
- Senki Alfonz: A legműveltebb hármuk közül. Ő is elmegy Igoriba, majd társaival kézbesíti az ezredes levelét. Yvonne Barrét feleségül veszi.
- Potrien: Régóta szolgál a légiónál őrmesteri rangban.
- A Nagy Levin: Szakács. A fokvárosi fegyház szakácsiskolájának megalapítója és korábbi vezetője. Kiválóan főz, és azt is meg tudja állapítani, hogy melyik bűnöző mely ételek elkészítésére tanítható meg eredményesen. Mindez csak a történet végén válik ismertté, addig senki sem tudja, mitől híres, ez kisebb-nagyobb problémákat okoz társainak. Végig a három légionáriussal van.
- Pittmann: Thorzéval és Barréval szökik el a Rakhmár oázisból. Később századosnak adja ki magát és légionistaparadicsomot csinál az Igori büntetőtáborból.
- Hermann Thorze: Pitmannal szökik.
- Francis Barré vagy Francis Duron: A tábornok fia, aki beáll a légióba. Pitmannékkal szökik, de elfogják és elküldik Igoriba.
- Kvasztics: Orvos és zongoraművész. Segít Csülöknek, Tuskónak és Senkinek szökni Igoriból.
- Yvonne Barré vagy Yvonne Duron: Testvére után kutatva jut el Igoriba. A három légionárius segítségét kéri.
- Duron tábornok: Igoriba ment ellenőrzésre, de elrabolták Pitmannék és bezárták. Fia Francis Duron, lánya Yvonne Duron.
- Török Szultán: Elvileg a három légionárius barátja, de sohasem lehet tudni biztosan, hogy kinek az oldalán áll. Beépül Pitmannék közé, informálja a légionistákat.
- Brigeron: A félszemű rabló. Vendéglős a Rakhmár oázisban, majd Igoriban Pitmann társa.

## Cselekménye
|  | Alább a cselekmény részletei következnek! |

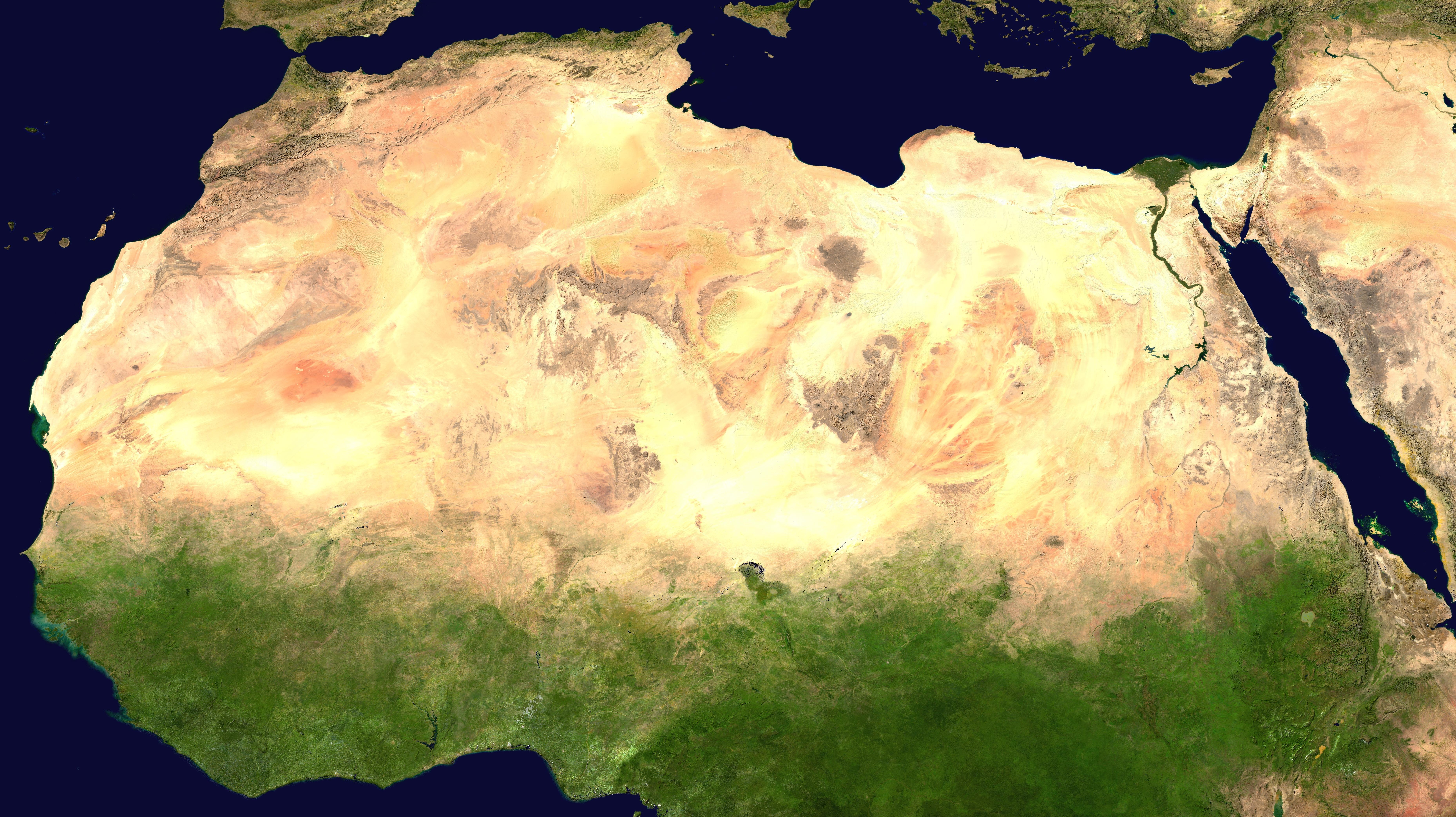
A mű a Szaharában és a Kongó környékén játszódik

A Rakhmár oázisban három légionista, Pitmann, Barré és Thorze szökni készül. Abban egyeznek meg, hogy mindegyikőjük más irányba megy, mert akkor egy biztosan megmenekül. Barrét és Thorzét elfogják. Pitmann a Szahara felé megy. Egy törzs Pitmann kérésére megöli az üldözőket és Pitmannt eljuttatja a vasúthoz. Itt találkozik a még csak tervekben lévő Igoriba készülő tiszttel, akit megöl és helyette megy Igoriba vezetőnek.
Csülök, Tuskó Hopkins és Senki Alfonz egy eldugott helyőrségben élnek a Szaharában. Nem csinálnak mást, csak gyakorlatoznak, verekednek és isznak. Potrien őrmester nem kedveli őket, túl szabadok és túl sok a pénzük. Tuskó kérésére levelet küldenek sok hivatalos helyre, hogy hadd szereljen le (mert ő civil csak a rendőrség elől menekülve Hermann Thorzénak adta ki magát és azóta nem szerelhet le), de csak egy Yvonne Barré nevű hölgytől kapnak választ. Megkéri őket, hogy menjenek el Igoriba, a hírhedt büntetőtáborba és keressék meg öccsét, Francist, aki sokat tud Thorzéről. A három légionárius mindenféle főbenjáró vétekkel (fegyver elvesztése, részegen őrködés és felettes megverése) eléri, hogy Igoriba küldjék őket. De nem akarnak egyedül menni, egy incidens után, (ami során eltűnik Potrien kardja és egy rozsdás kerül elő a hüvelyéből) az őrmesternek is mennie kell. Az őrmester próbál visszavágni az úton, de mindig ő húzza a rövidebbet. Hol a lábszárvédője tűnik el, hol a vize. Így érnek el a Kongó mellett lévő büntetőtáborba.
Amikor a büntetőtáborba jutnak, elámulnak. „- Te... - súgja Hopkins - azt hiszem, eltévesztettük a menetirányt, és a francia Riviérán vagyunk”. A rabok szabadon sétáltak és mindent ingyen lehet kapni. A táborban találkoztak Yvonne-nal, aki légionista ruhában keresi testvérét. Csülök megkéri a Török Szultánt, intézze el, hogy kijussanak Francis Barréhoz. A Török Szultán kijuttatja őket, igaz úgy, hogy elárulja őket. A táboron kívül beszélhetnek Francisszal, aki ezek után meghal. Innen is ki szeretnének jutni, Török Szultán segít, de megint árulással. Kikerülnek a Kongó mocsarába a vasútépítéshez. A folyó egy szigetén látnak egy kis kunyhót. Megkérik Török Szultánt hadd jussanak oda. Kiderül a kunyhó börtön. Itt van Potrein és Duron tábornok. Kiderül, hogy Duron Francis és Yvonne édesapja.
|  | Itt a vége a cselekmény részletezésének! |

## Filmen
A róla készült film 1996-ban jelent meg Bujtor István rendezésében. A film 1997-ben megkapta a Moziüzemeltetők díját, „a legnagyobb közönséget vonzó film” címét.